# ميخائيل جي. غيلين
ميخائيل جي. غيلين هو سياسي أمريكي، ولد في 5 أغسطس 1885، وتوفي في 1 فبراير 1942. نشط حزبياً في الحزب الديمقراطي. وقد انتخب عضو جمعية ولاية نيويورك ‏.